# Diaphorus insulanus
Diaphorus insulanus är en tvåvingeart som beskrevs av Van Duzee 1930. Diaphorus insulanus ingår i släktet Diaphorus och familjen styltflugor. Inga underarter finns listade i Catalogue of Life.